# Vyčegda
La Vyčegda (in russo Вычегда?; in komi Эжва) è un fiume della Russia europea settentrionale (Oblast' di Arcangelo e Repubblica dei Komi), affluente di destra della Dvina settentrionale.

## Percorso
Il fiume nasce dal versante sudorientale dei monti Timani, nel territorio della Repubblica Autonoma dei Komi, non lontanissimo dal pedemonte occidentale degli Urali; scorre dapprima verso occidente, piegando poi verso sud e successivamente volgendosi ancora ad ovest. Mantiene successivamente direzione mediamente occidentale; superata Syktyvkar (capitale della Repubblica dei Komi) piega di 90° dirigendosi verso settentrione; dopo una ampia ansa, assume infine direzione sudoccidentale che conserva fino alla sua confluenza con la Suchona nei pressi della cittadina di Kotlas.
Oltre a quelle appena citate, altre località di rilievo toccate dal fiume nel suo corso sono Sol'vyčegodsk, Jarensk, Mežog, Ajkino, Ust'-Kuloma.
La Vyčegda è navigabile per 959 km (a monte della foce fino a Vol'dino) nel periodo primaverile, per 693 km a monte della foce (fino a Ust'-Kuloma) nel periodo estivo e autunnale; il periodo invernale (dall'inizio di novembre alla fine di aprile) vede invece il congelamento delle acque del fiume.
Il bacino idrografico della Vyčegda è connesso con quello del fiume Kama, affluente del Volga, attraverso un canale navigabile.

## Affluenti
I principali affluenti del fiume sono Višera, Vym', Vol', Jarenga da destra, Nem, Severnaja Kel'tma, Lokčim, Sysola, Viled' da sinistra.